# Список мужчин Екатерины II

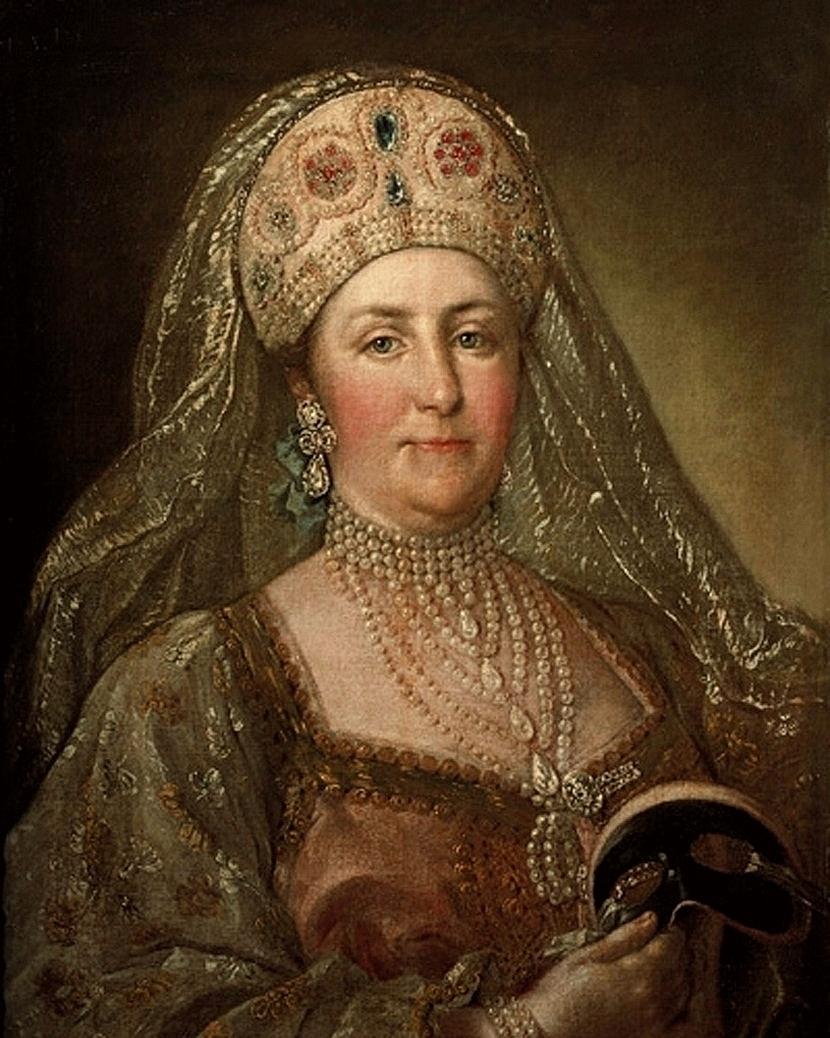
Екатерина Великая в русском костюме

Список мужчин Екатерины II включает мужчин, фигурировавших в интимной жизни императрицы Екатерины Великой (1729—1796), в том числе её супругов (законного и, возможно, морганатического; в таблице выделены фиолетовым), официальных фаворитов и возлюбленных.
О Екатерине слыла слава из-за её связей с многочисленными любовниками, однако число имён их, реально известных из воспоминаний современников, не превышает двух десятков. В частности, в составленном литератором М. Н. Лонгиновым списке, опубликованном историком Петром Бартеневым в журнале «Русский архив», за период с 1753 по 1796 год, то есть за 43 года, фигурируют всего 15 человек, а в списке Я. Л. Барскова — 19 (причём в шести из них он сомневался). Только 10 из них занимали официально пост фаворита со всеми его привилегиями и обязанностями, сведения же о прочих довольно смутные. В частности, не всегда ясно, до какой стадии доходили их отношения с императрицей и как долго они длились, а в отношении нескольких неизвестны точные фамилии (в таблице выделены зелёным).
Самыми известными из её фаворитов были Григорий Орлов, Григорий Потёмкин и Платон Зубов. После смерти мужа Петра III в 1762 году она планировала брак с Орловым, однако по советам приближённых отказалась от этой идеи, а с Потёмкиным, вероятнее всего, Екатерина была тайно обвенчана в 1775 году (см. Свадьба Екатерины II и Потёмкина) — с этими двумя мужчинами, а также с рано умершим Александром Ланским её связывали самые сильные чувства. Екатериной было рождено трое детей, и ещё четверо ей приписываются (см. отдельную таблицу).

## Характеристика
В 1778 году француз Корберон доносил своему правительству, что «в России замечается по временам род междуцарствия в делах, которое совпадает со смещением одного фаворита и появлением нового. Это событие затмевает все другие. Оно сосредотачивает на себе все интересы и направляет их в одну сторону; даже министры, на которых отзывается это общее настроение, приостанавливают дела, пока окончательный выбор временщика не приведет всех опять в нормальное состояние и не придаст правительственной машине её обычный ход».
 «Только Елизавета Английская и Екатерина II умели быть и любовницами и государынями для своих фаворитов».
Обычно (за исключением короткого периода в 1778—1780 годах, когда ей было под пятьдесят, и она за короткий срок сменила несколько любовников) со своими фаворитами Екатерина проводила по нескольку лет, расставаясь с ними обычно из-за несовместимости характеров, плохого образования фаворитов, их измен или недостойного поведения (проблемы у фаворитов возникали из-за большой разницы в возрасте с императрицей, жёсткого распорядка её дня и контроля над их расписанием и необходимости выражать почтение к Потёмкину). Сохранившаяся переписка Екатерины с любовниками выдаёт «её безудержную чувственность», но «насколько нам известно, она никогда не вступала в связь без любви. Нет никаких свидетельств тому, что она когда-либо приближала к себе мужчину, не веря, что вступает в долгие и серьёзные отношения». Вероятно, случались и «переходные случаи» и «однонощные свидания» в поисках подходящего спутника, однако они были неизбежно редки, поскольку во дворец практически невозможно было кого-нибудь ввести и вывести, минуя многочисленную прислугу, охрану и придворных, которые неизменно подмечали и комментировали любые поступки императрицы (информация о потенциальном будущем фаворите была ценной — письма иностранных дипломатов на родину свидетельствуют, что они тщательно собирали подобного рода слухи).
Отношения Екатерины с её фаворитами были самыми тёплыми, она на самом деле страстно влюблялась в каждого из них, окружая каждого заботой и вниманием. Роман обычно начинался «со вспышки её материнской любви, немецкой сентиментальности и восхищения красотой нового возлюбленного». Она восторгалась текущим фаворитом в общении с окружающими, а когда возникала необходимость с ним расстаться, впадала в депрессию и иногда на несколько недель забрасывала дела. Ни один из потерявших её фавор любовников, даже изменявших ей, не подвергался серьёзной опале, обычно их отсылали из столицы с большими подарками в пожалованные имения. Современники и историки (в особенности, советские) высчитывали суммы, которые Екатерина тратила на подарки своим возлюбленным в период фавора, и называли колоссальные цифры.

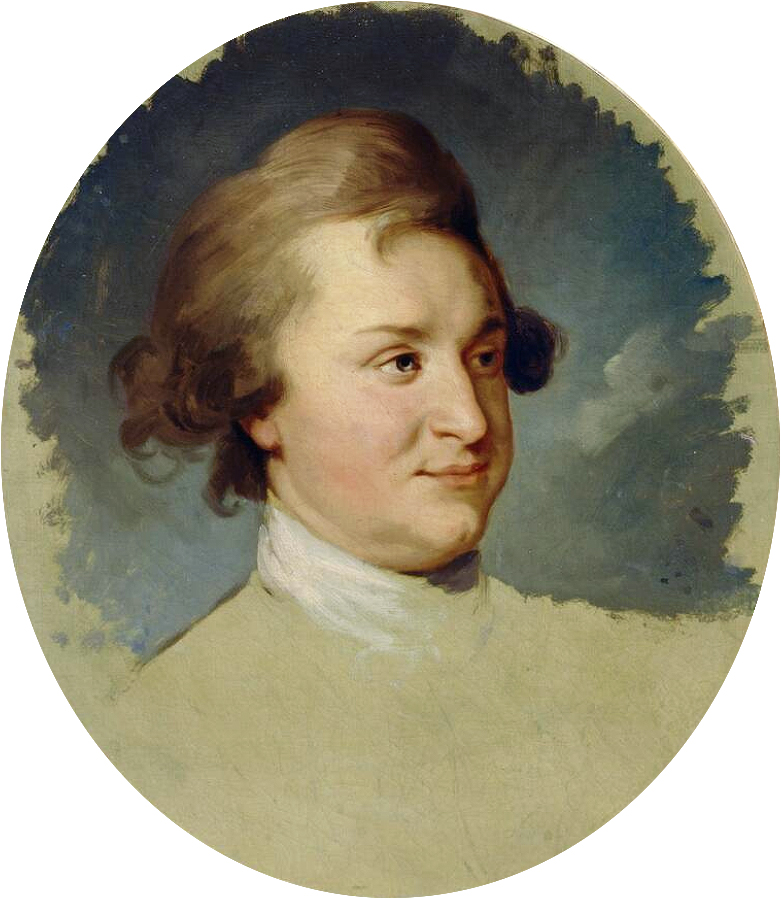
Григорий Потёмкин

Практически все её фавориты после Потёмкина были представлены Екатерине им лично (кроме Зубова) и отстаивали его интересы. Видимо, после кризиса, вызванного появлением следующего после Потёмкина фаворита Завадовского, между Екатериной и Потёмкиным было заключено «негласное соглашение»: каждый фаворит должен защищать интересы князя при дворе. Она требовала от фаворитов беспрекословного подчинения Потёмкину и при нарушении этого правила фаворит получал отставку. Любимцами императрицы становились молодые люди, не имевшие ни богатства, ни влиятельных родственников, которые своим возвышением всецело были обязаны Потёмкину и Екатерине и не играли впоследствии самостоятельной роли. Биограф Потёмкина пишет, что историки часто выпускали из виду треугольник «Екатерина — Потёмкин — молодой фаворит», однако именно такой треугольник и составлял «семью» императрицы. Комнаты Потёмкина по-прежнему соединялись с апартаментами императрицы, он имел право входить без доклада, и текущий фаворит в любой момент мог столкнуться с необходимостью терпеть его общество или даже удалиться. Судя по всему, Екатерина и Потёмкин до конца жизни не прерывали «супружеских отношений». Некоторые мемуаристы именуют его «фаворит-аншеф», а остальных — «унтер-фаворитами».

«Историки чрезмерно интересовались тем, чем Екатерина занималась по ночам, тогда как для истории более важно то, чему она посвящала свои дни».
— Пётр Бартенев

## Хронологические списки

### Мужья, любовники и фавориты
| № | Имя | Портрет | Начало отношений | Конец отношений | Статус | Примечание |
| --- | --- | --- | --- | --- | --- | --- |
| 1 | Великий князь Пётр Фёдорович (император Пётр III) (1728—1762) | | 1745 год, 21 августа (1 сентября) — венчание | 28 июня (9 июля) 1762 — отречение Петра III | Законный супруг | Его дети, согласно древу Романовых: Павел Петрович (1754) (по другой версии, его отец — Сергей Салтыков) и официально — великая княжна Анна Петровна (1757—1759, скорее всего, дочь Станислава Понятовского). Страдал, если верить слухам, каким-то видом импотенции, связанной с фимозом, и в первые годы не осуществлял с ней супружеских отношений. Потом эта проблема была решена с помощью хирургической операции, причём, чтобы её выполнить, Петра напоил Салтыков. |
| 2 | Салтыков, Сергей Васильевич (1722—1784) | | 1752 год. С этого периода находится при «малом дворе» великих князей Екатерины Алексеевны и Петра Фёдоровича. Начало романа — вероятно, весна того же года. | 1754 год, октябрь. Через 2 недели после рождения вел. кн. Павла спешно отправлен посланником в Швецию. За несколько месяцев до этого, когда признаки беременности Екатерины стали заметными, его перестали к ней пускать и она страдала от разлуки. | Тайный любовник | Единственный из известных мужчин императрицы старше её по возрасту. Екатерина II, желая дискредитировать своего сына Павла, не опровергала слухи о том, что Салтыков был его отцом. После истории с Екатериной оставался при иностранных дворах почти всю жизнь. |
| 3 | Станислав Август Понятовский (1732—1798) | | 1756 год. Екатерина, оправившаяся после родов и разлуки с любимым Салтыковым, влюбилась снова в молодого поляка, приезжавшего в Россию в свите английского посла Вильямса. | 1758 год. После падения канцлера Бестужева Вильямс и Понятовский вынуждены были покинуть Петербург. | Тайный любовник | Официально признанная великая княжна Анна Петровна (1757—1759), вероятней всего, была дочерью Понятовского, как считал и сам великий князь Пётр Фёдорович, который, судя по «Запискам Екатерины», приговаривал: «Бог знает, откуда моя жена беременеет; я не знаю наверное, мой ли этот ребёнок и должен ли я признавать его своим». В будущем Екатерина сделает его королём Польским, а затем аннексирует Польшу и присоединит её к России. Единственный иноземец в списке возлюбленных Екатерины, урождённой немецкой принцессы: такое пристрастие к русским красавцам радовало её подданных, помнивших «немецкое засилье» фаворитов Анны Иоанновны и Анны Леопольдовны. |
| 4 | Орлов, Григорий Григорьевич (1734—1783) | | 1759 или 1760 год. Весной 1759 года в Петербург прибыл граф Шверин, флигель-адъютант Фридриха II, попавший в плен в Цорндорфском сражении, к которому был приставлен стражником Орлов. Орлов приобрёл известность, отбив любовницу у Петра Шувалова. | 1772 год. Всего пара была вместе 12 лет, после смерти мужа Екатерина даже хотела выйти за него замуж, но её отговорили. Параллельно имел множество любовниц, о которых Екатерине было известно. Наконец, в начале 1772 года, уехал на мирный конгресс с турками в Фокшанах, и в его отсутствие звезда фаворита закатилась, так как Екатерина обратила внимание на Васильчикова. | Тайный любовник, затем официальный фаворит (с 1762 года). | Бобринский, Алексей Григорьевич — сын Екатерины и Орлова, родился 22 апреля 1762 года, несколько месяцев спустя после смерти Елизаветы Петровны. Сообщают, что в день, когда у неё начались роды, её верный слуга Шкурин поджёг свой дом, и Пётр умчался смотреть на пожар. Орлов и его пассионарные братья способствовали свержению Петра и восшествию Екатерины на престол. Потеряв фавор, женился на своей кузине Екатерине Зиновьевой, и после её смерти сошёл с ума. |
| 5 | Васильчиков, Александр Семёнович (1746—1803/1813) | | 1772 год, сентябрь. Весной и летом этого года часто стоял в караулах в Царском Селе, где обратил на себя внимание императрицы и скоро получил золотую табакерку «за содержание караулов». Затем во дворце занял комнаты, в которых жил Орлов, причём из опасения внезапного возвращения бывшего фаворита к дверям его помещения был поставлен караул. Такая перемена фаворита, после орловского десятилетия, была в новинку и вызвала большой переполох при дворе.       | 1774 год, 20 марта. Васильчикову в связи с возвышением Потёмкина было отправлено высочайшее повеление ехать в Москву. | Официальный фаворит | Первый из фаворитов Екатерины сильно моложе её по возрасту (17 лет разницы), отличался красотой. Был бескорыстен и мало пользовался своим положением. Екатерина, впрочем, чувствовала его пустоту и недостаток образования и считала его скучным. После отставки поселился в Москве вместе с братом, не женился. |
| 6 | Потёмкин, Григорий Александрович (1739—1791) | | 1774 год, весна. Давний знакомый Екатерины, принимавший участие ещё в перевороте | 1776 год. В апреле 1776 года он отправился в отпуск для ревизии Новгородской губернии, в это время Завадовский, на которого императрица «положила глаз», занял его место. | Официальный фаворит, видимо, морганатический супруг с 1775 (см. Свадьба Екатерины II и Потёмкина) | Дочь — Тёмкина, Елизавета Григорьевна (материнство Екатерины под вопросом). Несмотря на разрыв в личной жизни, благодаря своим способностям сохранял дружбу и уважение Екатерины и много лет оставался вторым человеком в государстве. Женат не был, его личная жизнь состояла из «просвещения» его юных племянниц, в том числе Екатерины Энгельгардт. |
| 7 | Завадовский, Пётр Васильевич (1739—1812) | | 1776 год, ноябрь. Находился при Румянцеве, был представлен императрице как автор донесений и докладов по делам Малороссии летом 1775 года во время её пребывания в Москве. Заинтересовал её, как человек «потише и смирнее», чем Потёмкин. | 1777 год, июль. Примкнул к партии Орловых и графа Румянцева, не устраивал Потёмкина и был смещён его усилиями. В мае 1777 года, после знакомства Екатерины с Зоричем, Завадовскому был дан 6-месячный официальный отпуск. | Официальный фаворит | Родом малоросс. После отставки занимал видные посты в администрации. Любил императрицу «как женщину» и по-настоящему ревновал её, что и повредило ему в её глазах. Не мог забыть её и после расставания. Уехал в пожалованное ему имение Ляличи, в 1777 отозван императрицей обратно в столицу, с 1780 года занимается по её поручению административной деятельностью. Стал первым министром народного просвещения. Женился на Вере Николаевне Апраксиной, дочери С. О. Закревской, племянницы и метрессы Кирилла Разумовского. Считается следующим по способностям после Потёмкина среди фаворитов Екатерины; единственный, кроме него, кому она разрешила вернуться и поручала заниматься государственной деятельностью.                                                           |
| 8 | Зорич, Семён Гаврилович (1743/1745—1799) | | 1777 год, июнь. Потёмкин, желая сместить Завадовского, искал ему замену и взял Зорича к себе в адъютанты, а затем назначил его командиром лейб-гусарского эскадрона — личной охраны Екатерины. | 1778 год, июнь. Вызвал неудовольствие императрицы неумеренной карточной игрой, и недовольство Потёмкина — нежеланием считаться с его интересами, в припадке вспыльчивости наговорил князю кучу дерзостей. Был выслан из Петербурга. | Официальный фаворит | Красавец гусар сербского происхождения, на 14 лет младше императрицы. Екатерина была недовольна его плохим образованием и тем, что он не разделял её культурные интересы, вечно ожидала, что он мог «что-нибудь напакостить». В итоге был уволен в отставку с большим вознаграждением, пожалован 7 тысячами крестьян и поселился в подаренном ему Екатериной II местечке Шклове, где на свои средства основал Шкловское благородное училище. Запутался в долгах и был подозреваем в фальшивомонетчестве. |
| 9 | Римский-Корсаков, Иван Николаевич (1754—1831) | | 1778 год, июнь. Замечен Потёмкиным, который искал смену Зоричу, и отличён им благодаря красоте, а также невежеству и отсутствию серьёзных способностей, которые могли бы сделать его политическим соперником. Потёмкин представил его императрице в числе трёх офицеров (в том числе Бергман, Ронцов). 1 июня назначен флигель-адъютантом к императрице. | 1779 год, 10 октября. Удалён от двора, после того, как императрица застала его в объятиях графини Прасковьи Брюс, сестры фельдмаршала Румянцева. Эта интрига Потёмкина имела своей целью удаление не Корсакова, а самой Брюс. | Официальный фаворит | На 25 лет младше императрицы; Екатерину привлекла его анонсированная «невинность». Был очень красив и обладал отличным голосом (ради него Екатерина приглашала в Россию музыкантов с мировым именем). После потери фавора сначала остался в Петербурге и по гостиным рассказывал о своей связи с императрицей, чем задел её гордость. Вдобавок он бросил Брюс и завязал роман с графиней Екатериной Строгановой (был младше её на 10 лет). Это оказалось слишком, и Екатерина отослала его в Москву. Строганова поехала вместе с ним в подаренное ей мужем имение Братцево. С мужем, графом Александром Сергеевичем Строгановым, она так и не развелась, продолжая до конца жизни носить эту фамилию. Корсаков жил с ней всю жизнь, у них было четверо детей: два сына и две дочери. |
| 1778/1779 год был сумбурным в личной жизни Екатерины, она никак не могла себе выбрать постоянного возлюбленного. Возможно, это было связано с ударом от измены Корсакова. Сведения о мужчинах данного периода противоречивы. | 1778/1779 год был сумбурным в личной жизни Екатерины, она никак не могла себе выбрать постоянного возлюбленного. Возможно, это было связано с ударом от измены Корсакова. Сведения о мужчинах данного периода противоречивы. | 1778/1779 год был сумбурным в личной жизни Екатерины, она никак не могла себе выбрать постоянного возлюбленного. Возможно, это было связано с ударом от измены Корсакова. Сведения о мужчинах данного периода противоречивы. | 1778/1779 год был сумбурным в личной жизни Екатерины, она никак не могла себе выбрать постоянного возлюбленного. Возможно, это было связано с ударом от измены Корсакова. Сведения о мужчинах данного периода противоречивы. | Хронология «междуцарствия» (по Казимиру Валишевскому): - 1778 год, июнь — возвышение Корсакова - 1778 год, август — соперники пытаются отбить у него милости императрицы, их поддерживают Потёмкин (с одной стороны) и Панин с Орловым (с другой) - 1778 год, сентябрь — Страхов одерживает верх над соперниками - 4 месяца спустя — возвышение Левашева. Молодой человек, покровительствуемый графиней Брюс, Свейковский (или Свиховский), пронзил себя шпагой в отчаянии, что ему предпочли этого офицера - Римский-Корсаков на краткое время возвращается к прежнему положению - Римский-Корсаков борется со Стояновым | Хронология «междуцарствия» (по Казимиру Валишевскому): - 1778 год, июнь — возвышение Корсакова - 1778 год, август — соперники пытаются отбить у него милости императрицы, их поддерживают Потёмкин (с одной стороны) и Панин с Орловым (с другой) - 1778 год, сентябрь — Страхов одерживает верх над соперниками - 4 месяца спустя — возвышение Левашева. Молодой человек, покровительствуемый графиней Брюс, Свейковский (или Свиховский), пронзил себя шпагой в отчаянии, что ему предпочли этого офицера - Римский-Корсаков на краткое время возвращается к прежнему положению - Римский-Корсаков борется со Стояновым | Хронология «междуцарствия» (по Казимиру Валишевскому): - 1778 год, июнь — возвышение Корсакова - 1778 год, август — соперники пытаются отбить у него милости императрицы, их поддерживают Потёмкин (с одной стороны) и Панин с Орловым (с другой) - 1778 год, сентябрь — Страхов одерживает верх над соперниками - 4 месяца спустя — возвышение Левашева. Молодой человек, покровительствуемый графиней Брюс, Свейковский (или Свиховский), пронзил себя шпагой в отчаянии, что ему предпочли этого офицера - Римский-Корсаков на краткое время возвращается к прежнему положению - Римский-Корсаков борется со Стояновым |
| 10 | Стахиев (Страхов) Возможно, два разных человека. | | 1778 год; 1779, июнь. | 1779 год, октябрь. | | По описанию современников, «шут низшего разбора». Страхов был протеже графа Н. И. Панина Страхов может быть Иван Варфоломеевич Страхов (1750—1793), в таком случае, он был не любовником императрицы, а человеком, которого Панин счёл за безумного, и который, когда Екатерина однажды сказала ему, что он может просить у неё какой-нибудь милости, бросился на колени и просил её руки, после чего она стала избегать его. |
| 11 | Стоянов (Станов) Возможно, два разных человека. | | 1778 | 1778 | | Ставленник Потёмкина |
| 12 | Ранцов (Ронцов), Иван Романович (1755—1791) | | 1779. Упоминается в числе участвовавших в «конкурсе», не совсем ясно, удалось ли ему побывать в алькове императрицы | 1780 | | Один из внебрачных сыновей графа Р. И. Воронцова, единокровный брат Дашковой. Год спустя возглавил лондонскую толпу в беспорядках, организованных лордом Джорджем Гордоном. |
| 13 | Левашов, Василий Иванович (1740(?) — 1804) | | 1779 год, октябрь | 1779 год, октябрь | | Майор Семёновского полка, молодой человек, покровительствуемый графиней Брюс. Отличался остроумием и весёлостью. Дядя одного из последующих фаворитов — Ермолова. Женат не был, но имел 6 «воспитанников» от ученицы театральной школы Акулины Семёновой, которым было пожаловано дворянское достоинство и его фамилия. |
| 14 | Высоцкий, Николай Петрович (1751—1827) | | 1780 год, март. Племянник Потёмкина | 1780 год, март | | |
| 15 | Ланской, Александр Дмитриевич (1758—1784) | | 1780 год, апрель. Был представлен Екатерине обер-полицмейстером П. И. Толстым, она обратила на него внимание, но фаворитом он не стал. Левашев обратился к Потёмкину за помощью, тот сделал его своим адъютантом и около полугода руководил его придворным образованием, после чего весной 1780 года рекомендовал его императрице в качестве сердечного друга. | 1784 год, 25 июля. Умер после пятидневной болезни жабой и горячкой | Официальный фаворит | На 29 лет младше 54-летней в момент начала отношений императрицы. Единственный из фаворитов, который не вмешивался в политику и отказывался от влияния, чинов, и орденов. Разделял интерес Екатерины к наукам и под её руководством изучил французский, познакомился с философией. Пользовался всеобщей симпатией. Искренне обожал государыню и изо всех сил старался сохранить мир с Потёмкиным. Если Екатерина начинала флиртовать с кем-то другим, Ланской «не ревновал, не изменял ей, не дерзил, но так трогательно […] сокрушался о её немилости и так искренне страдал, что снова завоевывал её любовь». |
| 16 | Мордвинов | | 1781 год, май. На короткое время Екатерина обратила внимание на юношу, что чуть не стоило отставки фавориту императрицы А. Д. Ланскому. | 1781 год, июнь | | Вероятно, Мордвинов, Николай Семёнович (1754—1845). Сын адмирала, ровесник великого князя Павла, воспитывался вместе с ним. Эпизод не отразился на его биографии, обычно не упоминается. Стал известным флотоводцем. Родственник Лермонтова. |
| 17 | Ермолов, Александр Петрович (1754—1834) | | 1785 год, февраль. Офицер, адъютант Потёмкина, был им представлен. Гельбиг сообщает, что Потёмкин специально устроил праздник, чтобы познакомить Ермолова с императрицей. Только спустя 9 месяцев после смерти Ланского, чья потеря по ней больно ударила, Екатерина возобновила личную жизнь. Прежде, чем он попал в «случай», пришлось провести нелёгкую борьбу с другими соперниками, из которых самым серьёзным был 22-летний Павел Михайлович Дашков, сын Дашковой. | 1786 год, 28 июня. Вздумал действовать против Потёмкина (крымский хан Сахиб-Гирей должен был получать от Потёмкина крупные суммы, но их задерживали, и хан обратился за помощью к Ермолову), вдобавок, к нему охладела и императрица. Был выслан из Петербурга — ему «разрешили уехать на три года за границу». | Официальный фаворит | В 1767 году, путешествуя по Волге, Екатерина остановилась в имении его отца и 13-летнего взяла мальчика в Петербург. Потёмкин взял его в свою свиту, а почти 20 лет спустя предложил кандидатуру в качестве фаворита. Был высоким и стройным блондином, угрюмым, неразговорчивым, честным и чересчур простым. С рекомендательными письмами канцлера графа Безбородко уехал в Германию и Италию. Везде держал себя очень скромно. После отставки поселился в Москве и женился на Елизавете Михайловне Голицыной, с которой имел детей. Племянник предшествующего фаворита — Василия Левашова. Затем уехал в Австрию, где купил неподалёку от Вены богатое и прибыльное поместье Фросдорф, где и умер в 82 года.                                                                       |
| 18 | Дмитриев-Мамонов, Александр Матвеевич (1758—1803) | | 1786 год, июль. Дальний родственник Потёмкина и его адъютант. Представлен императрице на другой день после отъезда Ермолова. | 1789 год, ноябрь. Влюбился во фрейлину княжну Дарью Фёдоровну Щербатову, о чём было донесено Екатерине. «…Перед вечерним выходом сама её величество изволила обручить графа А. М. Мамонова с княжной Щербатовой; они, стоя на коленях, просили прощения и прощены». Жениху пожалованы подарки и приказано на другой же день после свадьбы 12 июля выехать из Петербурга. | Официальный фаворит | 28-летний в момент начала отношений. Отличался высоким ростом и умом. Писал стихи и пьесы. Не вмешивался в управление государством. Будучи женатым в Москве, неоднократно обращался к императрице Екатерине II с просьбой разрешить ему вернуться в Санкт-Петербург, но получал отказ. По замечанию Головкина: «Он был ни тем, ни сем, и ничем-либо вообще; у него было лишь одно развлечение — изводить свою жену, которую он без конца обвинял в том, что она является виновницей его полного ничтожества». Она родила ему 4 детей, в конце концов разъехались. |
| 19 | Милорадович | | 1789 год. Был в числе кандидатов, которых предлагали после отставки Дмитриева. В их число также входили отставной секунд-майор Преображенского полка Казаринов, барон Менгден — все молодые красавцы, за каждым из которых стояли влиятельные придворные (Потёмкин, Безбородко, Нарышкин, Воронцовы и Завадовский). | 1789 год | | Вероятно, Милорадович, Михаил Андреевич (1771—1825). Знаменитый генерал, убит на Сенатской площади декабристом Каховским. Эпизод возможного фавора у Екатерины в биографии обычно не упоминается. По указаниям Я. Л. Барскова, входит в донжуанский список Екатерины. |
| 20 | Миклашевский | | 1787 год. | 1787 год. Миклашевский был кандидатом, но фаворитом не стал. | | Согласно свидетельствам, во время поездки Екатерины II в 1787 году в Крым среди кандидатов в фавориты был и какой-то Миклашевский. Возможно, это был Миклашевский, Михаил Павлович (1756—1847), который входил в свиту Потёмкина в качестве адъютанта (первый шаг к фавору), но неясно, с какого года. В 1798 году Михаил Миклашевский был назначен малороссийским губернатором, но вскоре уволен. В биографии эпизод с Екатериной обычно не упоминается. |
| 21 | Зубов, Платон Александрович (1767—1822) | | 1789 год, июль. Ставленник фельдмаршала князя Н. И. Салтыкова, главного воспитателя внуков Екатерины. | 1796 год, 6 ноября. Последний фаворит Екатерины. Отношения прервались с её смертью. | Официальный фаворит | 22-летний в момент начала отношений с 60-летней императрицей. Первый официальный фаворит со времён Потёмкина, который не был его адъютантом. За его спиной стояли Н. И. Салтыков и А. Н. Нарышкина, также за него хлопотала Перекусихина. Пользовался большим влиянием, практически сумел вытеснить Потёмкина, который угрожал «приехать и вырвать зуб». Позже участвовал в убийстве императора Павла. Незадолго до своей смерти женился на молоденькой, незнатной и небогатой красавице-польке и страшно ревновал её. |

### Дети
Материнство Екатерины бесспорно только относительно трёх детей. Родственные связи с ней оставшихся детей (в таблице выделены голубым) не доказаны. Её единственный законный ребёнок, великий князь Павел, был результатом её третьей беременности, первые две закончились выкидышами (декабрь 1752 года и май 1753 года).
| № | Имя                                                 | Портрет | Годы жизни                       | Отец | Примечание |
| - | --------------------------------------------------- | ------- | -------------------------------- | --- | --- |
| 1 | Павел I                                             |         | 20 сентября 1754 — 11 марта 1801 | Пётр III или Сергей Салтыков | Вопрос об этом отцовстве остаётся одной из главных загадок дома Романовых, хотя внешность и характер Павла подтверждают скорее его законность. Есть мемуарная запись о том, как Александр III, узнав об отцовстве Салтыкова от Победоносцева, перекрестился: «Слава Богу, мы русские!». А услышав от историков опровержение, снова перекрестился: «Слава Богу, мы законные!». |
|   | Браницкая, Александра Васильевна                    |         | 1754—1838                        | Василий Андреевич Энгельгардт; мать — Елена Александровна, урождённая Потёмкина (сестра светлейшего князя). Если поверить в легенду — дочь Петра III или Салтыкова. | Существовал слух относительно Александры Браницкой, племянницы и любовницы Потёмкина, которую Екатерина очень баловала, о том, что Александра была на самом деле её дочерью. Он связан с персоной великого князя Павла: Александра родилась в том же 1754 году, что и великий князь, и по преданию, Екатерина родила не мальчика, а девочку, которую подменили сыном служанки-калмычки. Мальчик-калмык стал Павлом, а дочь императрицы будто бы отдали Энгельгардтам. |
| 2 | Анна Петровна (дочь Екатерины II)                   |         | 9 декабря 1757 — 8 марта 1759    | Станислав Понятовский (вероятней всего) | Официально признанная великая княжна. Прожила всего два года. |
|   | Наталия Александровна Алексеева, графиня Буксгевден |         | 1758—1808                        | Григорий Орлов (?). Если дочь императрицы, то рождена в период Понятовского                                                                                         | Воспитанница и «племянница» Орлова. По указанию Гельбига — внебрачная дочь Орлова, по сообщению Хмырова — его дочь от Екатерины. Выдана замуж за его адъютанта прибалтийского немца Фридриха Вильгельма фон Буксгевдена. По документам архива Смольного института, является старшей дочерью полковника Александра Ивановича Алексеева (ум. в 1776 г.), женатого на Агафье Васильевне Пущиной. Лопатин в комментариях к переписке Екатерины и Потёмкина называет материнство Екатерины возможным. |
|   | Елизавета Александровна Алексеева                   |         | 1760—1844                        | Григорий Орлов (?) | Воспитанница Орлова. Жена драматурга Фридриха Максимилиана Клингера. Выдавалась за дочь Екатерины сплетней. Впрочем, одну из девиц Алексеевых воспитывала фрейлина императрицы Анна Протасова, что подкрепляло подобные слухи. |
| 3 | Бобринский, Алексей Григорьевич                     |         | 22 апреля 1762 — 2 июля 1813     | Григорий Орлов | Немедленно по рождении был отдан Екатериной её гардеробмейстеру Шкурину, в семействе которого он и воспитывался до 1774 года. |
|   | Тёмкина, Елизавета Григорьевна                      |         | 1775—1854                        | Григорий Потёмкин | Младенец был отдан на воспитание родственникам Потёмкина. Хотя версия относительно материнства Екатерины считается общепринятой, существуют и сомнения относительно неё — например, в этом сомневается современный биограф Потёмкина Монтефьоре, указывая, что нет никаких свидетельств того, что Потёмкин заботился о ней, как обычно заботился о своих родственниках, а также указывая на то, что Тёмкину никогда не афишировали при дворе, в отличие от Бобринского, которого совершенно не скрывали. Также стоит отметить большой временной промежуток между рождением Бобринского и Тёмкиной, а также зрелый к этому времени возраст Екатерины II. |

Кроме того, в комнатах Екатерины воспитывались её законные внуки от Павла (Александр, Константин и т. д.), а также некоторое время — его старший, внебрачный сын — Семён Великий.

## В книгах, кинофильме и пропаганде
Екатерина II начала пользоваться дурной славой в отношении своей любвеобильности ещё при жизни, поэтому в литературе можно встретить самые невероятные измышления по поводу её интимной жизни (число любовников называли в количестве 200—300 человек) и всяческих извращениях, включая зоофилию.

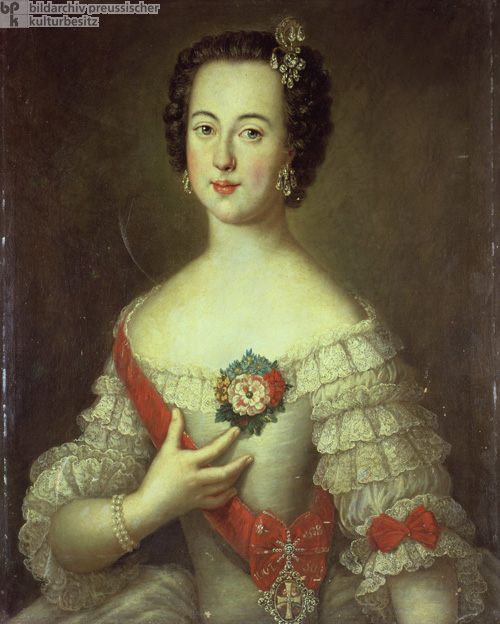
Молодая великая княгиня Екатерина Алексеевна

- По словам Лаво, у Екатерины будто бы ещё на родине в Штеттине был любовник, граф Б…, который думал, что женат на ней, но брак этот был фиктивным, так как во время венчания Екатерину заменила перед алтарём одна из подруг её, скрытая под вуалью. Это, по указанию К. Валишевского, просто глупая сказка. Тот же Лаво, сплетничая, писал, что Салтыков уступил место какому-то скомороху Далолио, венецианцу по происхождению, и тот тоже устраивал своей августейшей любовнице на несколько дней новые знакомства в доме Елагина[2].
- Фаворитизм при дворе Екатерины осуждали многие, — прежде всего те, кто оказался в политической оппозиции (например, великий князь Павел Петрович, Семён Воронцов, Пётр Панин). Михаил Щербатов в своём сочинении «О повреждении нравов в России» критиковал её порок. Эта тема стала особенно более модной в последние годы царствования Екатерины, когда ни один иностранец, писавший о России, не обходился без упоминания о ней. Любитель сплетен Оксфордский профессор Джон Паркинсон, посетивший империю после смерти Потёмкина, собирал и популяризировал анекдоты о Екатерине: «В одной компании зашел спор о том, какой из каналов обошелся в самую большую сумму. Один из присутствовавших заметил, что об этой материи не может быть двух мнений: самый дорогой канал — Екатерининский». Посол сэр Джон Макартни заявил, в частности, что вкус Екатерины к русским мужчинам объясняется тем, что «русские кормилицы имеют обычай постоянно оттягивать мужской орган у младенцев, что чудесным образом удлиняет его»[5].
- О. Ремизов, автор книги «Другой Петербург», рассказывает, как в конце XIX века художник Константин Сомов, сын хранителя Эрмитажа, принимал у себя своих друзей — Кузмина, возможно, Дягилева, Ахматову и других. Сомов рассказал, что его отец обнаружил в екатерининской коллекции великолепный слепок члена Потёмкина. Когда гости не поверили, он пригласил их в другую комнату и продемонстрировал фарфоровый слепок. Позже изделие было возвращено в Эрмитаж, где его больше никто не видел[5].
- Сохранилось описание «дегустации» потенциального фаворита приближёнными к Екатерине женщинами[L 15]. Автор весьма сомнительных мемуаров Сен-Жан, возможно, служивший в кавалерии Потёмкина, повторял эту историю с отбором кандидата Потёмкиным, осмотром доктором и «главным испытанием» — и эта легенда почти полностью ложна, будучи правдивой разве что в возможности осмотра врачом и упоминании обеда[5]. Версия о «дегустации» будущих фаворитов, в частности, Прасковьей Брюс, ставится под сомнение тем фактом, что Брюс и фаворит Римский-Корсаков были удалены Екатериной от двора за то, что стали любовниками.
- В сутенерство Потёмкина верили почти все: «Теперь он играет ту же роль, что Помпадур в конце жизни при Людовике XV», — заявлял де Корберон. В действительности императрица часто выбирала совсем не того, кого он прочил ей в фавориты, а то, что она ограничивалась его приближёнными, было связано с её уверенностью в их будущей верности Потёмкину[5].
- Леопольд фон Захер-Мазох в книге «Новеллы русского двора. Страсти при дворе Екатерины Великой» (Katherina II, Russische Holgeschichten) описывает соблазнение Екатериной подпоручика Мировича и использование ею секса для интриги устранения соперника — императора Иоанна Антоновича. Другие новеллы сборника также посвящены похождениям Екатерины в русле любимого автором мазохизма под дланью сильной женщины.
- До Салтыкова в число её любовников некое современное сочинение и его производные[20] записало также Андрея Чернышёва и двух его братьев, в том числе Захара (вероятно, имеются в виду знаменитые сыновья Авдотьи Чернышёвой, среди которых был Захар, но не было Андрея)[21], шведского посланника графа Поленберга, Кирилла Разумовского. Кроме Сергея Салтыкова — его брата, после него и до Понятовского — Льва Нарышкина, от которого она будто бы забеременела; через два года после начала связи с Орловым упоминают «красивого поляка Высоцкого, которого она увидела в парке» (на самом деле человек с такой фамилией был племянником Потёмкина и был им введён в альков императрицы на несколько десятилетий позднее). В этом же тексте, впрочем, описывается, что с Васильчиковым она была несколько недель, тогда как на самом деле — почти 2 года; также приписывают ей в качестве постоянного любовника канцлера Панина, придворного истопника Теплова, некого армянского купца (Лазарева?), а также лесбийские связи, например, с цыганкой, привезённой Потёмкиным. В частности, опалу Суворова и его изгнание в имение связывают с тем, что он будто бы отказался предоставить императрице для плотских утех свою дочь. «Случай» Зорича тут связывают не с интригой Потёмкина, а с тем, что Екатерина решила обласкать племянника некой акушерки по фамилии Зорич, по её приказу будто бы отравившей жену великого князя Павла Наталью Алексеевну (гусар Зорич, впрочем, был из дворян и вряд ли имел таких родственников); Ланской в таком случае оказывается также «отравленным» по приказу Потёмкина. Дальше называют в числе её фаворитов некого офицера Хвостова, канцлера Безбородко, принца де Линя и графа де Сегюра. Жена Мамонова фрейлина Щербатова названа не Дарьей, и Елизаветой, и тут её не просто выдают с приданым замуж за отставленного фаворита, а по приказу Екатерины «перестаравшийся» Шешковский замуровывает её заживо в стену, но затем её вынимают оттуда, женят, в спальню новобрачных врываются солдаты, Мамонова привязывают, а его жену насилует рота и избивает плетьми спину в кровь. Эти и подобные измышления порнографов, записывающие в любовники императрицы любых её приближённых, не согласуются с исследованиями екатериноведов, которые на основе воспоминаний современников составили опубликованный выше список.
- Польско-еврейский религиозный деятель, лжемессия Яков Франк распространял слухи, что его дочь Ева Франк рождена Екатериной[22].
- Согласно сплетне, Ланской умер, потому что подорвал своё здоровье возбуждающими средствами — «шпанской мушкой».
- Байрон, поэма «Дон Жуан» (1818—1819) — Екатерина становится любовницей главного героя после взятия Измаила в 1790 году.
- Бернард Шоу, «Великая Екатерина» — популярная экранизированная пьеса знаменитого драматурга-сатирика подкрепляла распространённый на западе миф о развратности императрицы.
- Наиболее отталкивающим является слух о ненасытном сексуальном аппетите, из-за которого она умерла, будто бы будучи раздавленной поднятым на верёвке жеребцом, с которым пыталась совокупляться[23]. Этот слух, скорее всего, ведёт свою историю из революционной Франции, где монархиня была непопулярна, и сходные сплетни о конях распространялись о Марии-Антуанетте. На Западе Екатерину называли «русской Мессалиной».
- Роберт Асприн и Линда Эванс, фантастический роман «Разведчики времени» о путешествиях во времени: «Какому-то счастливчику с ВВ-73 удалось проделать Врата посредине русского дворца, построенного Екатериной Великой, и нечаянно застать её в щекотливом положении с одним из этих пользующихся дурной славой русских кабанов… (…) Он вспомнил о Екатерине Великой и её русском кабане, и ему стало любопытно, что бы это юное дитя стало делать в подобной ситуации. Завопила бы, как разгневанная школьница, или разразилась протестами насчет жестокого обращения с животными?».
- В одной из серий мультсериала Clone High[англ.] клон Екатерины вступает в сексуальные отношения с клоном президента Кеннеди.
- В 2014 году состоялась премьера сериала «Екатерина» о борьбе за власть, в 2022 году начались съёмки четвёртого сезона под заголовком «Екатерина. Фавориты»[24].

## Комментарии
1. ↑  «Паренёк считает житьё своё тюрьмою, очень скучает», — записал как-то секретарь императрицы её слова об одном из фаворитов.
2. ↑  Зубов занял место фаворита в нарушение установленной договорённости между Потёмкиным и Екатериной. В письме B.C. Попову Гарновский отметил: «Однако же все до сих пор при воспоминовении имяни Его Светлости [Екатерина при упоминании Потёмкина] неведомо чего трусят и безпрестанно внушают Зубову иметь к Его Светлости достодолжное почтение… Бог знает, что будет впереди».
3. ↑  Австрийский посланник граф Людвиг Кобенцль писал о Потёмкине: «Когда никакое другое средство не помогает ему добиться цели, он на несколько дней снова берёт на себя обязанности фаворита».
4. ↑  Шампо в своём донесении, составленном для Версальского двора в 1758 году, писал: «Великий князь, сам того не подозревая, был неспособен производить детей, вследствие препятствия, устраняемого у восточных народов посредством обрезания, но почитаемого им неизлечимым. Великая княгиня, не любившая его и не проникнутая ещё сознанием необходимости иметь наследников, не была этим опечалена». Кастера добавляет: «Он (великий князь) так стыдился несчастия, поразившего его, что у него не хватало даже решимости признаться в нём, и великая княгиня, принимавшая его ласки с отвращением и бывшая в то время такой же неопытной, как и он, не подумала ни утешать его, ни побудить искать средства, чтобы вернуть его в её объятия». Шампо продолжает: «Салтыков, первое время находивший для себя большое счастье в том, что обладает предметом своих мыслей, вскоре понял, что вернее было разделить его с великим князем, недуг которого был, как он знал, излечим. Однако опасно было действовать в подобном деле без согласия императрицы. Благодаря случаю, события повернулись самым лучшим образом. Однажды весь двор присутствовал на большом балу; императрица, проходя мимо беременной Нарышкиной, свояченицы Салтыкова, разговаривавшей с Салтыковым, сказала ей, что ей следовало бы передать немного своей добродетели великой княгине. Нарышкина ответила ей, что это, может быть, и не так трудно сделать, и что если государыня разрешит ей и Салтыкову позаботиться об этом, она осмелится утверждать, что это им удастся. Императрица попросила разъяснений. Нарышкина объяснила ей недостаток великого князя и сказала, что его можно устранить. Она добавила, что Салтыков пользуется его доверием и что ему удастся на это его склонить. Императрица не только согласилась на это, но дала понять, что этим он оказал бы большую услугу. Салтыков тотчас же стал придумывать способ убедить великого князя сделать всё, что было нужно, чтобы иметь наследников. Он разъяснил ему политические причины, которые должны бы были его к тому побудить. Он также описал ему и совсем новое ощущение наслаждения и добился того, что тот стал колебаться. В тот же день Салтыков устроил ужин, пригласив на него всех лиц, которых великий князь охотно видал, и в весёлую минуту все обступили великого князя и просили его согласиться на их просьбы. Тут же вошел Бургав с хирургом, — и в одну минуту операция была сделана и отлично удалась. Салтыков получил по этому случаю от императрицы великолепный бриллиант. Это событие, которое, как думал Салтыков, „обеспечивало и его счастье и его фавор“, навлекло на него бурю, чуть не погубившую его… Стали много говорить о его связи с великой княгиней. Этим воспользовались, чтобы повредить ему в глазах императрицы… Ей внушили, что операция была лишь уловкой, имевшей целью придать другую окраску одной случайности, которую хотели приписать великому князю.»
5. ↑  Из «Записок Екатерины II»: «Во время одного из этих концертов (у Чоглоковых) Сергей Салтыков дал мне понять, какая была причина его частых посещений. Я не сразу ему ответила; когда он снова стал говорить со мной о том же, я спросила его: на что же он надеется? Тогда он стал рисовать мне столь же пленительную, сколь полную страсти картину счастья, на какое он рассчитывал…». Далее она подробно описывает сближение с ним осенью 1752 года, беременность, которая закончилась выкидышем по пути в Москву в декабре, новая беременность и выкидыш в мае 1753-го, охлаждение любовника, заставлявшее страдать Екатерину, строгий присмотр, установленный за беременной великой княгиней в апреле 1754, удаление Сергея Салтыкова.
6. ↑  Понятовский вспоминал об их встрече: «Ей было двадцать пять лет. Она лишь недавно оправилась после первых родов и находилась в том фазисе красоты, который является наивысшей точкой её для женщин, вообще наделенных ею. Брюнетка, она была ослепительной белизны: брови у неё были чёрные и очень длинные; нос греческий, рот как бы зовущий поцелуи, удивительной красоты руки и ноги, тонкая талия, рост скорее высокий, походка чрезвычайно лёгкая и в то же время благородная, приятный тембр голоса и смех такой же весёлый, как и характер, позволявший ей с одинаковой лёгкостью переходить от самых шаловливых игр к таблице цифр».
7. ↑  За 7 лет до разрыва Беранже доносил из Петербурга герцогу Пралену: «Этот русский открыто нарушает законы любви по отношению к императрице. У него есть любовницы в городе, которые не только не навлекают на себя гнев государыни за свою податливость Орлову, но, напротив, пользуются её покровительством. Сенатор Муравьев, заставший с ним свою жену, чуть было не произвел скандала, требуя развода; но царица умиротворила его, подарив ему земли в Лифляндии».
8. ↑  Прусский посланник Сольмс доносил в Берлин недели через две после отъезда Орлова: «Не могу более сдерживаться и не сообщить Вашему Величеству об интересном событии, которое только что случилось при этом дворе. Отсутствие графа Орлова обнаружило весьма естественное, но тем не менее неожиданное обстоятельство: Её Величество нашла возможным обойтись без него, изменить свои чувства к нему и перенести своё расположение на другой предмет. Конногвардейский корнет Васильчиков, случайно отправленный с небольшим отрядом в Царское Село для несения караулов, привлёк внимание своей государыни, совершенно неожиданно для всех, потому что в его наружности не было ничего особенного, да и сам он никогда не старался выдвинуться и в обществе очень мало известен. При переезде царского двора из Царского Села в Петергоф Её Величество в первый раз показала ему знак своего расположения, подарив золотую табакерку за исправное содержание караулов. Этому случаю не придали никакого значения, однако частые посещения Васильчиковым Петергофа, заботливость, с которой она спешила отличить его от других, более спокойное и весёлое расположение её духа со времени удаления Орлова, неудовольствие родных и друзей последнего, наконец множество других мелких обстоятельств открыли глаза царедворцам. Хотя до сих пор всё держится втайне, никто из приближенных не сомневается, что Васильчиков находится уже в полной милости у императрицы; в этом убедились особенно с того дня, когда он был пожалован камер-юнкером».
9. ↑  «Васильчиков, способности которого были слишком ограничены для приобретения влияния в делах и доверия государыни, теперь заменён человеком, обладающим всеми задатками, чтобы овладеть тем и другим», писал сэр Р. Гунинг 4 марта 1773
10. ↑  Гельбич рассказывает, что Екатерина вышла в приёмную, когда там находились все три назначенные к аудиенции претендента. Каждый из них стоял с букетом цветов, и она милостиво беседовала сначала с Бергманом, потом с Ронцовым и, наконец, с Корсаковым. Необычайная красота и изящество последнего покорили её. Екатерина милостиво улыбнулась всем, но с букетом цветов отправила к Потёмкину Корсакова, который сделался следующим фаворитом.
11. ↑  Гримму, который считал увлечение своего друга обычной прихотью, Екатерина писала: «Прихоть? Знаете ли вы, что это: выражение совершенно не подходит в данном случае, когда говорят о Пирре, царе Эпирском (так Екатерина называла Корсакова), и об этом предмете соблазна всех художников и отчаянья всех скульпторов. Восхищение, энтузиазм, а не прихоть возбуждают подобные образцовые творения природы… Никогда Пирр не делал ни одного неблагородного или неграциозного жеста или движения… Но все это в общем не изнеженность, а, напротив, мужество, и он таков, каким бы вы хотели, чтобы он был…»
12. ↑  В начале августа 1778 года Харрис сообщал в Лондон, что фавор нового избранника уже клонится к закату, а Потёмкин, Григорий Орлов и Никита Панин борются между собой за новую протекцию. Через пару недель он узнал даже, что «секрет графа Панина носит имя Страхов […] На него впервые обратили внимание на балу в Петергофе 28 июня».
13. ↑  Гельбиг пишет: «Известно, что он послал его как своего адъютанта к императрице с нарисованной, фигурой, причём государыня и князь заранее условились, что критика рисунка будет означать оценку его подателя.. Екатерина, отдавая листок бумаги, приказала Мамонову сказать князю: „Рисунок хорош, но колорит дурен“. Хотя этот приговор был и не в пользу Мамонова, императрица всё-таки назначила его полковником и своим флигель-адъютантом».
14. ↑  Говоря об отъезде Мамонова, поселившегося с молодой женой в Москве и вскоре разочаровавшегося в семейном счастье, граф Сегюр писал графу Монморену: «Можно снисходительно закрывать глаза на ошибки великой женщины, — потому что она даже в своих слабостях проявляет столько самообладания, столько милосердия и великодушия. Редко бывает, чтобы при самодержавной власти ревность оставалась сдержанной, и подобный характер может осуждать неумолимо только человек без сердца и государь, не знающий увлечений».
15. ↑  «Посылали обыкновенно к Анне Степановне Протасовой на пробу избранного в фавориты Её Величества. По осмотре предназначенного в высший сан наложника матушке-государыне лейб-медиком Роджерсоном и по удостоверению представленного годным на службу относительно здоровья препровождали завербованного к Анне Степановне Протасовой на трёхнощное испытание. Когда наречённый удовлетворял вполне требованиям Протасовой, она доносила всемилостивейшей государыне о благонадёжности испытанного, и тогда первое свидание бывало назначено по заведённому этикету двора или по уставу высочайше для посвящения в сан наложника конфирмованному. Перекусихина Марья Саввишна и камердинер Захар Константинович были обязаны в тот же день обедать вместе с избранным. В 10 часов вечера, когда императрица была уже в постели, Перекусихина вводила новобранца в опочивальню благочестивейшей, одетого в китайский шлафрок, с книгой в руках, и оставляла его для чтения в креслах подле ложа помазанницы. На другой день Перекусихина выводила из опочивальни посвящённого и передавала его Захару Константиновичу, который вёл новопоставленного наложника в приготовленные для него чертоги; здесь докладывал Захар уже раболепно фавориту, что всемилостивейшая государыня высочайше соизволила назначить его при высочайшей особе своей флигель-адъютантом, подносил ему мундир флигель-адъютантский с бриллиантовым аграфом и 100 000 рублей карманных денег. До выхода ещё государыни, зимой в Эрмитаж, а летом в Царском Селе, в сад прогуляться с новым флигель-адъютантом, которому она давала руку вести её, передняя зала у нового фаворита наполнялась первейшими государственными сановниками, вельможами, царедворцами для принесения ему усерднейшего поздравления с получением высочайшей милости. Высокопросвещённейший пастырь митрополит приезжал обыкновенно к фавориту на другой день для посвящения его и благословлял его святой водой». Впоследствии процедура усложнялась, и после Потёмкина фаворитов проверяла не только пробир-фрейлина Протасова, но и графиня Брюс, и Перекусихина, и Уточкина. (Описание приписывается А. М. Тургеневу (цит. по: В. Н. Балязин. «Тайны дома Романовых. Родственные союзы», 2005))